# Мајнштокхајм
Мајнштокхајм (њем. Mainstockheim) општина је у њемачкој савезној држави Баварска. Једно је од 31 општинског средишта округа Кицинген. Према процјени из 2010. у општини је живјело 1.890 становника. Посједује регионалну шифру (AGS) 9675146.

## Географски и демографски подаци
Мајнштокхајм се налази у савезној држави Баварска у округу Кицинген. Општина се налази на надморској висини од 185–314 метара. Површина општине износи 8,5 km². У самом мјесту је, према процјени из 2010. године, живјело 1.890 становника. Просјечна густина становништва износи 222 становника/km².